# Arthur Hacker

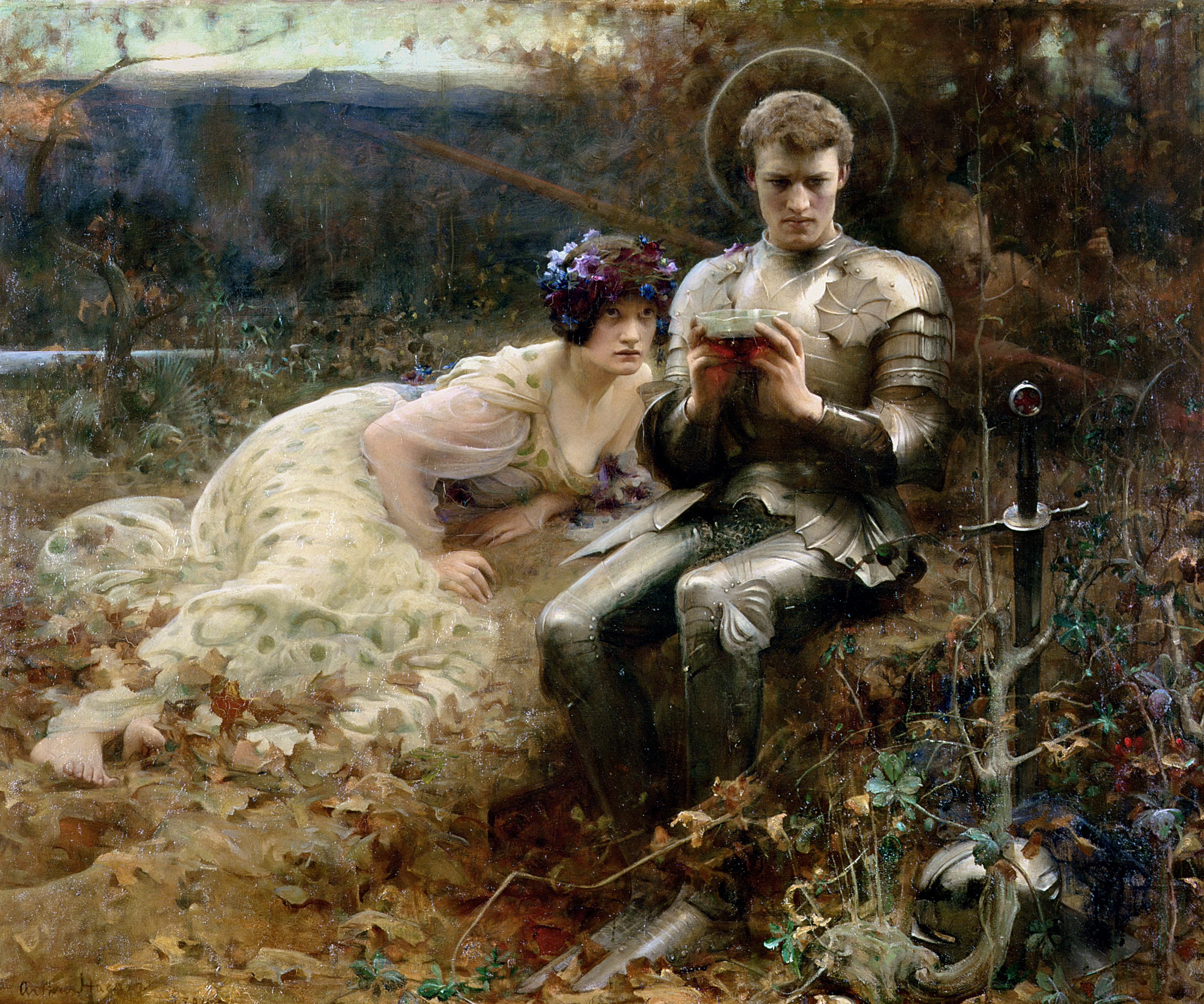
Pokusa Percivaa

Arthur Hacker (ur. 25 września 1858 w Londynie, zm. 12 listopada 1919 tamże) – angielski malarz prerafaelita. Studiował w Royal Academy w Londynie. Duży wpływ na jego twórczość miał pobyt w Paryżu i podróże m.in. po Hiszpanii i północnej Afryce. Był uznanym portrecistą, malował również akty i sceny religijne, miał wystawy w Royal Academy.